# Даскал Ботево училище
Даскал Ботевото училище е четирикласно мъжко училище в град Калофер, изградено по инициатива на Ботьо Петков – бащата на Христо Ботев, днес превърнато в музей.
Училището възниква на основата на съществуващите около 1820 г. килийни училища в подбалканския град. През 1839 г. с помощта на карловци, търгували в Одеса е открито взаимно мъжко училище в двора на църквата „Св. Богородица“. Сградата е построена изцяло с волни пожертвования и доброволната помощ на населението на града. Да учителстват са поканени добре подготвени учители, някои от тях са и изтъкнати книжовници. Те успяват да издигнат Калоферското училище между първите по значение в страната. През училището било като учители или ученици преминават редица видни български възрожденци: Ботьо Петков, главен учител до 1869 г., Димитър Фингов, Иван Чунчев, Спас Съйков, Никола Касапски, Иван Вазов, Христо Ботев, акад. Никола Начов и много други.
Момичетата по това време се обучават в Девическото училище на Калофер. Те са около двеста ученички, а учителките са приблизително пет. Сред тях са Парашкева Шушулова, Анастасия Узунова, Рахил Барак-Душанова. Ученичка на Ботьо Петков е и основателката на първото българско светско девическо училище – Анастасия Димитрова.
Училището е опожарено на 26 юли 1877 г. по време на Руско-турската Освободителна война, заедно с целия град. Библиотеката и целият му архив също са унищожени. След Освобождението сградата е възстановена и училището отново отваря врати за жадните за знания деца на калоферци.
През 1980 г. външният вид на сградата е възстановен след реставрация, във вида и от 1865 г., а училището е превърнато в музей. В нейните помещения е разположена постоянната експозиция „Просветното дело в Калофер през епохата на Възраждането“, която проследява развитието на просветното дело не само в България, но и в Калофер. На втория етаж са показани възстановени като в онези времена стаи от Взаимно и Класно училище, както и Учителската и Общинската стаи.
На първия етаж е уреден Художественият отдел на Националния музей „Христо Ботев“. В изложбите му са експонирани оригинални произведения на български творци, пресъздали образа на Христо Ботев в художествени произведения от платно или камък. Галерията притежава творби на Димитър Гюдженов, Златю Бояджиев, Йоан Левиев, Александър Поплилов и други.
Пред сградата се намира историческият камък, от който Ботев произнася паметната си реч на 11 май 1867 г.
Музеят се обслужва от музейните уредници на НМ „Христо Ботев“ и работи с работното време на музея. Таксите за посещения се заплащат на касата на музея.